# Raymond Ier (évêque d'Uzès)
Pour les articles homonymes, voir Raymond d'Uzès et Raymond Ier.
Raymond Ier, 21e évêque d’Uzès, épiscopat de 1096 à 1138.

## Chronologie
| 1096. | Il assiste comme témoin à la délivrance des biens que Raymond de Saint-Gilles du Gard donna à la cathédrale du Puy, le lendemain du jour où il se fut rendu maître de la forteresse de Saint-Maximin-lès-Uzès. |
| 1121. | Il donne à l'abbaye de Saint-Gilles du Gard l'église de Chambonas en présence de Bertrand, prévôt de sa cathédrale, et de Raymond, abbé de Saint-Privat du Gard.                                               |